# 袁国平故居
袁国平故居，位于中国湖南省邵东市，是原新四军政治部主任袁国平生长的地方，于2011年被列为湖南省文物保护单位。

## 历史沿革

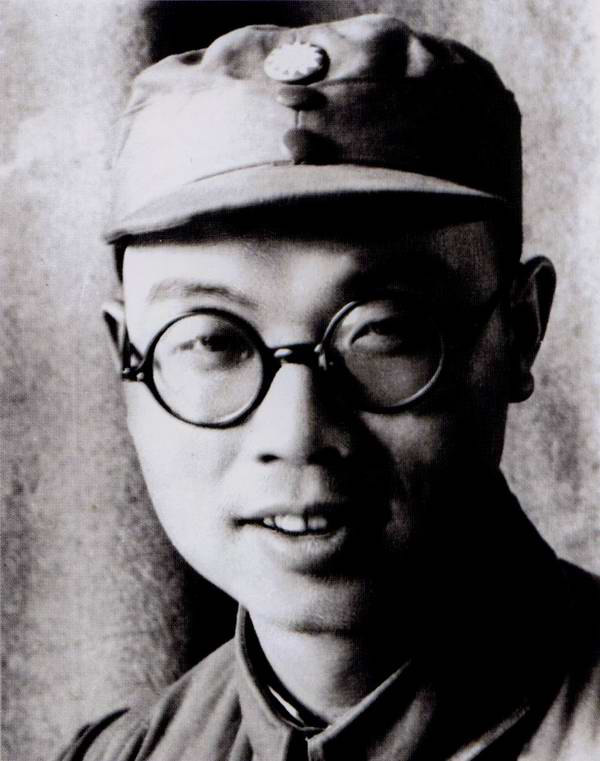
袁国平相

清光绪二年（1876年），袁国平故居始建。袁国平在此出生并度过青少年时期。
2011年，袁国平故居被公布为湖南省文物保护单位。2025年，增补袁家台老院子为湖南省文物保护单位，并入袁国平故居。

## 建筑规制
袁国平故居占地面积1200平方米，建筑面积620平方米，房屋共36间，正中一栋为堂屋，左右两侧房屋用作客房、卧室、伙房、杂房等，均为砖木结构，墙体砌土砖，顶覆小青瓦，石木质构建无雕刻装饰。